# 2007-es síkvízi kajak-kenu világbajnokság
A 2007-es síkvízi kajak-kenu világbajnokságot a németországi Duisburgban rendezték 2007. augusztus 9-e és augusztus 12-e között. Ez a harminchatodik kajak-kenu világbajnokság volt.

## Éremtáblázat
| Helyezés | Ország             | Arany | Ezüst | Bronz | Összesen |
| -------- | ------------------ | ----- | ----- | ----- | -------- |
| 1.       | Németország        | 9     | 6     | 3     | 18       |
| 2.       | Magyarország       | 9     | 3     | 6     | 18       |
| 3.       | Fehéroroszország   | 1     | 2     | 1     | 4        |
| 3.       | Oroszország        | 1     | 2     | 1     | 4        |
| 3.       | Szlovákia          | 1     | 2     | 1     | 4        |
| 6.       | Románia            | 1     | 1     | 1     | 3        |
| 7.       | Kanada             | 1     | 1     | 0     | 2        |
| 7.       | Egyesült Királyság | 1     | 1     | 0     | 2        |
| 9.       | Franciaország      | 1     | 0     | 1     | 2        |
| 9.       | Spanyolország      | 1     | 0     | 1     | 2        |
| 11.      | Ukrajna            | 1     | 0     | 0     | 1        |
| 12.      | Lengyelország      | 0     | 3     | 4     | 7        |
| 13.      | Finnország         | 0     | 2     | 0     | 2        |
| 14.      | Litvánia           | 0     | 1     | 2     | 3        |
| 14.      | Szerbia            | 0     | 1     | 2     | 3        |
| 16.      | Kína               | 0     | 1     | 1     | 2        |
| 17.      | Kuba               | 0     | 1     | 0     | 1        |
| 18.      | Norvégia           | 0     | 0     | 1     | 1        |
| 18.      | Svédország         | 0     | 0     | 1     | 1        |
| 18.      | Szlovénia          | 0     | 0     | 1     | 1        |
| Összesen | Összesen           | 27    | 27    | 27    | 81       |

## Eredmények

### Férfiak

#### Kenu
*   Olimpiai kvótaszerző versenyszám
| Versenyszám | Arany                                                                         | Arany    | Ezüst                                                                             | Ezüst    | Bronz | Bronz    |
| ----------- | ----------------------------------------------------------------------------- | -------- | --------------------------------------------------------------------------------- | -------- | --- | -------- |
| C1 200 m    | Jurij Cseban · Ukrajna                                                        | 40,323   | Makszim Opalev · Oroszország                                                      | 40,407   | Jevgenij Šuklin · Litvánia                                                                                | 40,539   |
| C1 500 m    | David Cal · Spanyolország                                                     | 1:47,187 | Andreas Dittmer · Németország                                                     | 1:47,383 | Wenjun Yang · Kína                                                                                        | 1:47,545 |
| C1 1000 m   | Vajda Attila · Magyarország                                                   | 4:08,563 | Marián Ostrčil · Szlovákia                                                        | 4:10,685 | David Cal · Spanyolország                                                                                 | 4:11,057 |
| C2 200 m    | Jevgenyij Ignatov · Ivan Stil · Oroszország                                   | 36,913   | Christian Gille · Tomasz Wylenzek · Németország                                   | 37,191   | Tomas Gadeikis · Raimundas Labuckas · Litvánia                                                            | 37,407   |
| C2 500 m    | Kozmann György · Kolonics György · Magyarország                               | 1:40,501 | Josif Chirila · Andrei Cuculici · Románia                                         | 1:40,991 | Christian Gille · Tomasz Wylenzek · Németország                                                           | 1:41,501 |
| C2 1000 m   | Christian Gille · Tomasz Wylenzek · Németország                               | 3:46,627 | Serguey Torres · Karel Aguilar · Kuba                                             | 3:47,591 | Wojciech Tyszyński · Paweł Baraszkiewicz · Lengyelország                                                  | 3:48,103 |
| C4 200 m    | Horváth Gábor · Balázs Péter · Sarudi Pál · Joób Márton · Magyarország        | 34,297   | Jevgenyij Dorohin · Nyikolaj Lipkin · Jevgenyij Ignatov · Ivan Stil · Oroszország | 34,365   | Dzmitrij Rabcsanka · Dzmitrij Vajciskin · Kansztancin Scsarbak · Aljakszandr Vavzsecki · Fehéroroszország | 34,533   |
| C4 500 m    | Horváth Gábor · Balázs Péter · Sarudi Pál · Joób Márton · Magyarország        | 1:31,265 | Robert Nuck · Stefan Holtz · Thomas Lück · Stephan Breuing · Németország          | 1:31,497 | Ciprian Popa · Florin Mironcic · Loredan Popa · Nicolae Flocea · Románia                                  | 1:31,879 |
| C4 1000 m   | Josif Chirila · Andrei Cuculici · Silviu Simioncenco · Loredan Popa · Románia | 3:23,325 | Robert Nuck · Erik Leue · Thomas Lück · Stefan Holtz · Németország                | 3:24,619 | Metka Márton · Mike Róbert · Sáfrán Mátyás · Balázs Gábor · Magyarország                                  | 3:24,935 |

#### Kajak
*   Olimpiai kvótaszerző versenyszám
| Versenyszám | Arany                                                                           | Arany    | Ezüst | Ezüst    | Bronz                                                                                           | Bronz    |
| ----------- | ------------------------------------------------------------------------------- | -------- | --- | -------- | ----------------------------------------------------------------------------------------------- | -------- |
| K1 200 m    | Jonas Ems · Németország                                                         | 35,275   | Vytautas Vaičikonis · Litvánia                                                                            | 35,683   | Gyertyános Gergely · Magyarország                                                               | 36,019   |
| K1 500 m    | Adam van Koeverden · Kanada                                                     | 1:36,279 | Tim Brabants · Egyesült Királyság                                                                         | 1:36,607 | Marek Twardowski · Lengyelország                                                                | 1:36,661 |
| K1 1000 m   | Tim Brabants · Egyesült Királyság                                               | 3:40,133 | Adam van Koeverden · Kanada                                                                               | 3:40,675 | Eirik Verås Larsen · Norvégia                                                                   | 3:41,645 |
| K2 200 m    | Vadzim Mahnev · Raman Pjatrusenka · Fehéroroszország                            | 32,251   | Ronald Rauhe · Tim Wieskötter · Németország                                                               | 32,597   | Ognjen Filipović · Dragan Zorić · Szerbia                                                       | 32,993   |
| K2 500 m    | Ronald Rauhe · Tim Wieskötter · Németország                                     | 1:27,709 | Vadzim Mahnev · Raman Pjatrusenka · Fehéroroszország                                                      | 1:27,823 | Kucsera Gábor · Kammerer Zoltán · Magyarország                                                  | 1:29,527 |
| K2 1000 m   | Philippe Colin · Cyrille Carré · Franciaország                                  | 3:24,683 | Adam Seroczyński · Mariusz Kujawski · Lengyelország                                                       | 3:24,891 | Kammerer Zoltán · Kucsera Gábor · Magyarország                                                  | 3:26,579 |
| K4 200 m    | Kadler Viktor · Beé István · Boros Gergely · Babella Balázs · Magyarország      | 30,715   | Ognjen Filipović · Dragan Zorić · Bora Sibinkić · Milan Đenadić · Szerbia                                 | 30,735   | Sztyepan Sevcsuk · Anton Vasziljev · Szergej Hovanszkij · Konsztantyin Visnyjakov · Oroszország | 30,913   |
| K4 500 m    | Michal Riszdorfer · Richard Riszdorfer · Tarr György · Erik Vlček · Szlovákia   | 1:20,045 | Dzjanisz Zsihadla · Sztaniszlav Sztrelcsanka · Ruszlan Bicsan · Szjarhej Findzjukevics · Fehéroroszország | 1:20,733 | Csamangó Attila · Bozsik Gábor · Boros Attila · Sík Márton · Magyarország                       | 1:21,651 |
| K4 1000 m   | Lutz Altepost · Norman Bröckl · Marco Herszel · Björn Goldschmidt · Németország | 3:04,369 | Marek Twardowski · Tomasz Mendelski · Paweł Baumann · Adam Wysocki · Lengyelország                        | 3:04,719 | Richard Riszdorfer · Michal Riszdorfer · Erik Vlček · Tarr György · Szlovákia                   | 3:05,625 |

### Nők
*   Olimpiai kvótaszerző versenyszám
| Versenyszám | Arany                                                                                 | Arany    | Ezüst                                                                           | Ezüst    | Bronz                                                                                          | Bronz    |
| ----------- | ------------------------------------------------------------------------------------- | -------- | ------------------------------------------------------------------------------- | -------- | ---------------------------------------------------------------------------------------------- | -------- |
| K1 200 m    | Janics Natasa · Magyarország                                                          | 40,835   | Anne Rikala · Finnország                                                        | 41,069   | Špela Ponomarenko · Szlovénia                                                                  | 41,243   |
| K1 500 m    | Kovács Katalin · Magyarország                                                         | 1:48,633 | Anne Rikala · Finnország                                                        | 1:49,255 | Katrin Wagner · Németország                                                                    | 1:49,399 |
| K1 1000 m   | Kovács Katalin · Magyarország                                                         | 4:06,823 | Friedericke Leue · Németország                                                  | 4:08,937 | Sofia Paldanius · Svédország                                                                   | 4:10,901 |
| K2 200 m    | Fanny Fischer · Nicole Reinhardt · Németország                                        | 37,339   | Ivana Kmeťová · Martina Kohlová · Szlovákia                                     | 37,921   | Dorota Kuczkowska · Marta Walczykiewicz · Lengyelország                                        | 38,697   |
| K2 500 m    | Fanny Fischer · Nicole Reinhardt · Németország                                        | 1:40,275 | Paksy Tímea · Benedek Dalma · Magyarország                                      | 1:40,963 | Anne Laure Viard · Marie Delattre · Franciaország                                              | 1:41,719 |
| K2 1000 m   | Gesine Ruge · Judith Hörmann · Németország                                            | 3:45,933 | Ewelina Wojnarowska · Małgorzata Chojnacka · Lengyelország                      | 3:47,142 | Kozák Danuta · Szabó Gabriella · Magyarország                                                  | 3:49,174 |
| K4 200 m    | Carolin Leonhardt · Conny Waßmuth · Katrin Wagner · Maren Knebel · Németország        | 35,459   | Paksy Tímea · Kovács Katalin · Fazekas Krisztina · Patyi Melinda · Magyarország | 35,617   | Miljana Knežević · Antonija Panda · Renata Kubik · Marta Tibor · Szerbia                       | 36,569   |
| K4 500 m    | Carolin Leonhardt · Conny Waßmuth · Katrin Wagner · Maren Knebel · Németország        | 1:37,145 | Paksy Tímea · Kovács Katalin · Fazekas Krisztina · Benedek Dalma · Magyarország | 1:37,951 | Monika Borowicz · Aneta Konieczna · Małgorzata Chojnacka · Ewelina Wojnarowska · Lengyelország | 1:38,103 |
| K4 1000 m   | Paksy Tímea · Benedek Dalma · Fazekas Krisztina · Keresztesi Alexandra · Magyarország | 3:13,625 | Feng Wang · Lamei Yu · Yali Yang · Jing He · Kína                               | 3:13,971 | Gesine Ruge · Friedericke Leue · Marina Schuck · Judith Hörmann · Németország                  | 3:15,025 |

## A magyar csapat
A 2007-es magyar vb keret tagjai:
| férfiak kajak | férfiak kajak                                          | férfiak kajak |
| ------------- | ------------------------------------------------------ | ------------- |
| K1 200 m      | Gyertyános Gergely                                     | Bronzérem     |
| K2 200 m      | Gyertyános Gergely Beé István                          | 4.            |
| K4 200 m      | Kadler Viktor Beé István Boros Gergely Babella Balázs  | Aranyérem     |
| K1 500 m      | Vereckei Ákos                                          | 6.            |
| K2 500 m      | Kucsera Gábor Kammerer Zoltán                          | Bronzérem     |
| K4 500 m      | Csamangó Attila Bozsik Gábor Boros Attila Sík Márton   | Bronzérem     |
| K1 1000 m     | Benkő Zoltán                                           | 6.            |
| K2 1000 m     | Kucsera Gábor Kammerer Zoltán                          | Bronzérem     |
| K4 1000 m     | Gyökös Lajos Vereckei Ákos Horváth Gábor Kökény Roland | 4.            |

| férfi kenu | férfi kenu                                          | férfi kenu |
| ---------- | --------------------------------------------------- | ---------- |
| C1 200 m   | Bozsik Attila                                       | 8.         |
| C2 200 m   | Horváth Gábor Fürdök Gábor                          | 4.         |
| C4 200 m   | Horváth Gábor Balázs Péter Sarudi Pál Joób Márton   | Aranyérem  |
| C1 500 m   | Sáfrán Mátyás                                       | 4.         |
| C2 500 m   | Kozmann György Kolonics György                      | Aranyérem  |
| C4 500 m   | Horváth Gábor Balázs Péter Sarudi Pál Joób Márton   | Aranyérem  |
| C1 1000 m  | Vajda Attila                                        | Aranyérem  |
| C2 1000 m  | Kozmann György Kolonics György                      | 6.         |
| C4 1000 m  | Metka Márton Mike Róbert Sáfrán Mátyás Balázs Gábor | Bronzérem  |

| nők kajak | nők kajak                                                        | nők kajak |
| --------- | ---------------------------------------------------------------- | --------- |
| K1 200 m  | Janics Natasa                                                    | Aranyérem |
| K2 200 m  | Patyi Melinda Szabó Gabriella                                    | 9.        |
| K4 200 m  | Paksy Tímea Kovács Katalin Fazekas Krisztina Patyi Melinda       | Ezüstérem |
| K1 500 m  | Kovács Katalin                                                   | Aranyérem |
| K2 500 m  | Paksy Tímea Benedek Dalma                                        | Ezüstérem |
| K4 500 m  | Paksy Tímea Kovács Katalin Fazekas Krisztina Benedek Dalma       | Ezüstérem |
| K1 1000 m | Kovács Katalin                                                   | Aranyérem |
| K2 1000 m | Kozák Danuta Szabó Gabriella                                     | Bronzérem |
| K4 1000 m | Paksy Tímea Benedek Dalma Fazekas Krisztina Keresztesi Alexandra | Aranyérem |